# گارد وارنگیان

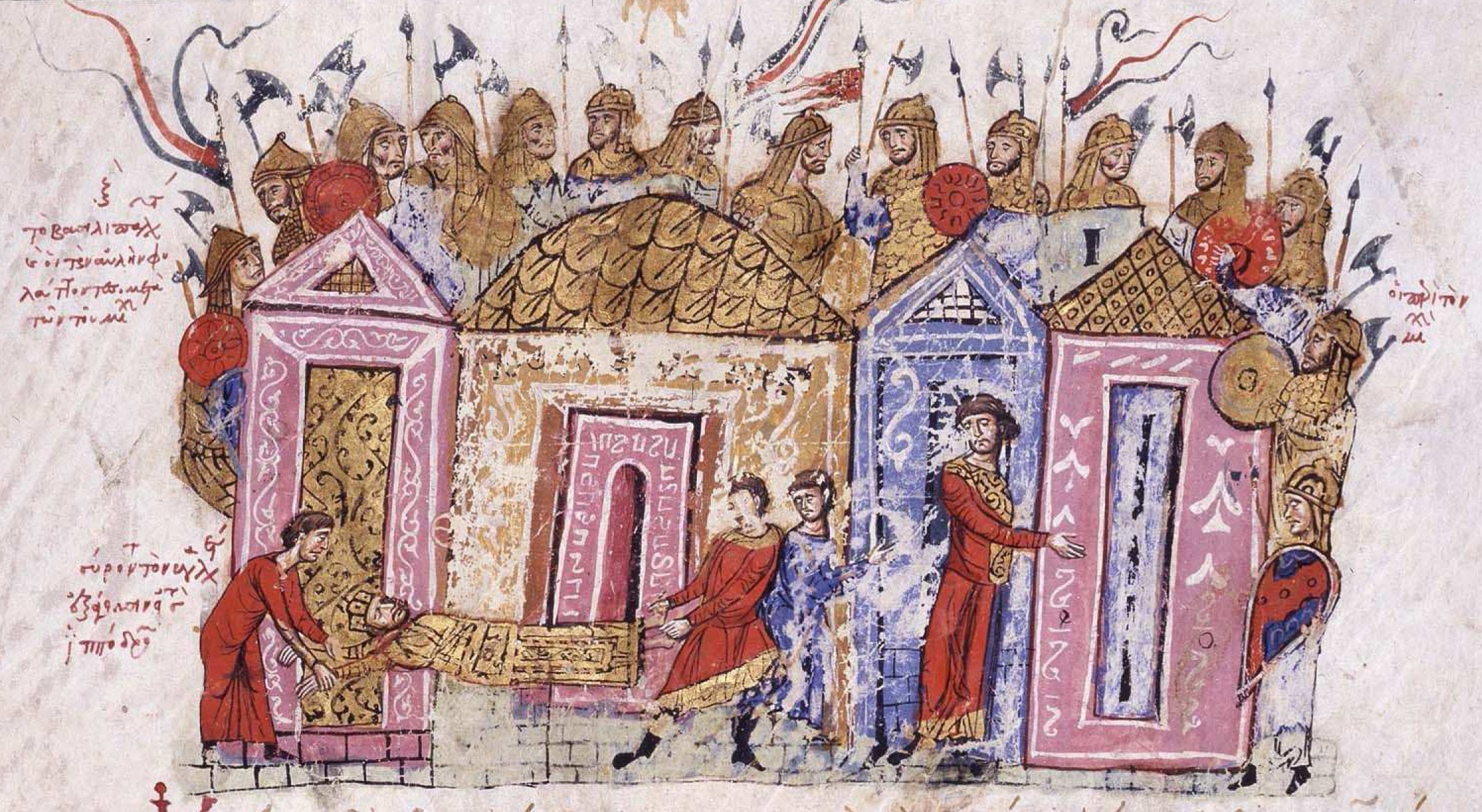
گارد وارنگیان، تذهیب‌کاری از وقایع‌نگاری اسکایلیتز

گارد وارنگیان (یونانی: Τάγμα τῶν Βαράγγων) عنوان واحدی از نخبگان برگزیده ارتش بیزانس می‌باشد که از قرن دهم تا چهاردهم میلادی فعالیت عمده داشت، اعضای این گارد به عنوان محافظان شخصی امپراتوران بیزانس برگزیده می‌شدند، نژاد عمده آن‌ها متشکل از اقوام ژرمن بود و به طور خاص به نورس‌ها و آنگلوساکسون می‌رسیدند. مردمان روس (واریاگ) از جمله نخستین افراد فعال در این گارد به حساب می‌آیند، آن‌ها از همان سال ۸۷۴ میلادی خدمت در امپراتوری بیزانس را آغاز کردند و گارد تشکیل‌شده، به طور رسمی به عنوان اولین گارد امپراتور باسیل دوم در ۹۸۸ فعالیت خود را آغاز کرد.